# Albert Wigand (botaniker)
 For alternative betydninger, se Albert Wigand. (Se også artikler, som begynder med Albert Wigand)
Julius Wilhelm Albert Wigand (født 21. april 1821 i Treysa, Hessen, død 22. oktober 1886 i Marburg) var en tysk botaniker.
Wigand var professor i botanik og direktør for den botaniske have i Marburg. Af hans skrifter kan fremhæves: Kritik und Geschichte der Lehre von der Metamorfose der Pflanze (Leipzig 1846); Intercellularsubstanz und Cuticula (Braunschweig 1850), i hvilken han imødegik Hugo von Mohls opfattelse og begrundede den endnu gængse; Der Darwinismus und die Naturforschung Newtons und Cuviers (Braunschweig 1874), hvori han bekæmper Darwins lære; Lehrbuch der Pharmakognosie (2. oplag, Berlin 1874). I sine studier Genealogie der Urzellen (Braunschweig 1872) og Entstehung und Fermentwirkung der Bakterien (Marburg 1884) har han forfægtet meget omdisputable meninger.